# Kahnfüßer
Die Kahnfüßer oder Grabfüßer (Scaphopoda) stellen eine Gruppe der Weichtiere bzw. der Untergruppe Schalenweichtiere (Conchifera) mit etwa 500 rezenten Arten dar. Sie leben im Schlamm des Meeresbodens eingegraben und können bis in eine Wassertiefe von 7000 Metern vorkommen. Aus dem Fossilbericht sind über 900 Arten beschrieben; wie viele davon aber gültige Arten sind, ist noch nicht erforscht. Die ältesten Kahnfüßer sind aus dem Devon bekannt, obwohl in jüngster Zeit dieser Nachweis wieder bestritten wird. Unbestrittene Kahnfüßer gibt es ab der Trias. Fossile Kahnfüßer sind vor allem mit Röhrenwürmern, röhrenförmigen Muscheln, Seeigelstacheln und gestreckten Kopffüßern verwechselt worden (und umgekehrt), daher auch die Unsicherheit um das Erstauftreten und bei der Gesamtzahl der fossilen Arten.

## Bauplan

Schematische Darstellung von Rhabdus rectius

Das Gehäuse der Tiere ist röhrenförmig, langgezogen und an beiden Enden offen. In diesem Gehäuse steckt das Tier, dessen Mantel mit dem Gehäuse verwachsen ist. Bei der Ordnung Dentalida erinnert das Gehäuse an eine Miniaturausgabe eines Elefantenstoßzahns (mit der Ausnahme, dass sie hohl und an beiden Enden offen ist). Daher stammt auch die umgangssprachliche Bezeichnung Elefantenzahn. Die hintere Öffnung wird beim Wachstum ständig vergrößert, kann aber auch im Erwachsenenstadium durch einen Pfropf (Kallus) oder eine sekundär aufgesetzte Röhre wieder verengt sein. Innerhalb der Ordnung der Gadilida verengt sich die Mündung im Erwachsenenstadium wieder; das Gehäuse kann mittig oder nahe der vorderen Öffnung stark aufgebläht sein. Die Oberfläche der Schale ist häufig mit Längs- und Querstreifen und Farbmustern ornamentiert.
An der größeren Öffnung der Schale endet der muskulöse Grabfuß mit diversen Anhängen. Einen separaten Kopf gibt es nicht, lediglich eine Mundgrube mit einer kleinen Radula mit wenigen Elementen und kieferähnliche Strukturen sind vorhanden. Hier entspringen lang ausstreckbare Fangfäden (Captacula) mit verdicktem Ende. Diese Fangfäden dienen der Aufspürung der Beute, hauptsächlich Foraminiferen und anderen Kleinorganismen im Sediment-Lückensystem. Die Beute wird durch ein Sekret an den Enden festgeklebt, zur Mundhöhle gezogen und mit der Radula zerkleinert. Die Fortbewegung erfolgt durch Vorstrecken und Verankern des Fußes im Sediment. Der Körper und das Gehäuse wird dann nachgezogen. Augen fehlen; sie sind bei der grabenden Lebensweise nicht nötig und wurden gegenüber dem Grundbauplan der Weichtiere zurückgebildet.
Die obere Öffnung des Gehäuses ragt über die Sedimentoberfläche oder zumindest in den sauerstoffhaltigen Bereich des Oberflächensediments hinein. Feine Härchen in der Mantelhöhle sorgen für einen Wasserstrom in die Mantelhöhle hinein; ein rasches Zusammenziehen des Weichkörpers presst das Abwasser aus der Mantelhöhle. Dadurch werden nicht nur die Ausscheidungsprodukte aus der Mantelhöhle befördert, sondern auch die Geschlechtsprodukte, die Gameten (Eier und Samen) der getrenntgeschlechtlichen Tiere in das freie Wasser abgegeben, wo die Befruchtung stattfindet. Die Entwicklung erfolgt über relativ dotterreiche Eier und eine spezielle Larve. Nachdem die Larve einige Zeit im Plankton verbracht hat, geht sie zum Bodenleben über und entwickelt sich zum Kahnfüßer.
Das Gehäuse besteht aus der Kalkmodifikation Aragonit und ist meist aus drei Schichten aufgebaut: einer inneren, sekundär aufgelagerten prismatischen Schicht, einer mittleren Kreuzlamellenschicht und einer äußeren prismatischen Schicht.

## Phylogenie
In den meisten Klassifikationen der Weichtiere werden die Kahnfüßer als die Schwestergruppe der Muscheln betrachtet. Allerdings gibt es im Fossilbericht mit den Schnabelschaler (Rostroconchia) eine Weichtiergruppe, welche die Vorfahren der Kahnfüßer gewesen sein könnten. Konsequenterweise werden die Kahnfüßer in Klassifikationen, bei denen die fossilen Gruppen miteinbezogen werden, daher nur noch als Ordnung der Schnabelschaler interpretiert. In jüngerer Zeit wird von einigen Autoren aufgrund von genetischen Daten auch ein Schwestergruppenverhältnis von Kopffüßern und Kahnfüßern favorisiert. Dieser Vorstellung widersprechen jedoch die morphologischen Daten, vor allem die Embryogenese und vor allem die große stratigraphische Lücke zwischen dem Erstauftreten der Kopffüßer (Oberkambrium) und der Kahnfüßer (Devon? oder noch später) entschieden.

## Beispiele
Zu den ersten beschriebenen Arten der Kahnfüßer gehören die beiden in der Nordsee vorkommenden Arten Antalis vulgaris (auch Dentalium vulgare) und Antalis entalis (auch Dentalium entale) sowie die im Indopazifik lebende Art Dentalium elephantinum, die alle zur Familie Dentaliidae in der Ordnung Dentaliida gehören. In alten Schriften wurden die Arten bzw. wurde deren Gattung lateinisch als Dentalium (nach Valerius Cordus bzw. Zekert eine „gezahnte Seemuschel“) bezeichnet.
Besonders spezialisierte Arten der Kahnfüßer, aus der Ordnung der Dentaliida konnten auch in der Nähe der japanischen Sagami-Bucht nachgewiesen werden, wo Meeresbiologen die Spezies Striodentalium rhabdotum und diverse Arten aus der Familie der Gadilinidae auf Walstürzen von Pottwalen nachweisen konnten.